# 奧尻機場
奧尻機場（日语：／ Okushiri kūkō */?）是位於北海道奧尻町（奧尻島）。根據日本空港整備法，被分成地方管理機場。

## 簡介
機場位於奧尻島南面的小島上，國內航班客運大樓位於跑道北面。使用者量為1.1萬人，近年有減少傾向。
舊跑道的方向為12/30，800公尺長，現在跑道方向為13/31，約1500公尺長，分別於2006年全面啟用。
國內航班客運大樓位於跑道北面，並沒設有空橋，只有2個供螺旋槳機使用的停機坪。

## 歷史
- 1974年9月9日：機場啟用。
- 1974年10月25日：日本近距離航空開辦航線往函館機場。
- 1975年4月1日：由北海道接管機場。
- 1987年4月1日：日本近距離航空改名為日空航空。
- 1994年7月22日：由北海道航空（日语：エアー北海道）接管航線往函館機場。
- 2004年3月18日：新跑道第一期（長800公尺）開始使用。
- 2006年3月25日：新跑道第二期（長700公尺）完成。新跑道共長1,500公尺。
- 2006年3月31日：北海道航空結業，航線往函館機場會由北海道空中系統接辦。
- 2006年4月1日：由北海道空中系統接管航線往函館機場。

## 航空公司與航點
| 航空公司       | 目的地 |
| -------------- | ------ |
| 北海道空中系統 | 函館   |

## 外部連結
- JAL機場訊息-奧尻機場 （页面存档备份，存于）（日語）
- 奧尻機場介紹（日語）